# Cape jazz
Il Cape jazz (più spesso scritto Cape Jazz) è un genere di jazz che viene eseguito nella parte più meridionale dell'Africa, il nome è un riferimento a Città del Capo, in Sudafrica. Alcuni scrittori dicono che il Cape Jazz iniziò ad emergere nel 1959 con la formazione di The Jazz Epistles, molti dei quali provenivano da Città del Capo, tra cui Abdullah Ibrahim, allora noto come Dollar Brand. Il Cape Jazz è simile allo stile di musica popolare noto come marabi, anche se ha un carattere più improvvisato. Laddove il marabi è uno stile di jazz piano, il Cape Jazz all'inizio prevedeva, anche se non esclusivamente, strumenti che potevano essere portati in una parata di strada, come ottoni, banjo, chitarre e strumenti a percussione.

## Storia
Anche se ci sono forti influenze dal jazz Americano, lo sviluppo del Cape Jazz ha veniva eseguito in modo simile all'andamento del jazz americano, ma all'inizio del XX secolo. Essendo nato in un clima politico simile a quello di New Orleans, Louisiana, alla fine del XIX secolo, le canzoni blues che hanno ispirato questo genere raccontavano di eventi locali a Città del Capo. Un esempio è l'ispirazione delle visite al sud confederato della CSS Alabama a Città delCapo nel 1863 e 1864, con conseguente canzone popolare Daar Kom die Alibama.
I principali esponenti di questo stile musicale negli anni '70 sono il pianista Abdullah Ibrahim, allora noto come Dollar Brand, e i sassofonisti Basil Coetzee e Robbie Jansen. Questi tre, insieme al bassista Paul Michaels, al batterista Monty Weber e al sassofonista Morris Goldberg, registrarono la fondamentale canzone di Cape Jazz Jazz "Mannenberg". Composta da Brand/Ibrahim, la canzone prende il nome dalla famosa cittadina creola della classe operaia di Città del Capo. La città è stata una delle tante create dal regime dell'apartheid dopo lo sgombero del quartiere urbano conosciuto come District Six, sede di molti artisti e musicisti. I loro contemporanei americani nel campo del jazz stavano assorbendo influenze rock e funk. Dollar Brand e il suo gruppo erano ancora influenzati dalla musica blues più etnica.
Come la musica analoga di New Orleans, il Cape Jazz è stato principalmente ispirato dalle canzoni blues e folk cantate da creoli discendenti dalle ex comunità di schiavi che vivevano nel Western Cape, conosciute vagamente come Cape Coloured o Cape Malay. Ogni anno si tiene una sfilata di carnevale di strada o Mardi Gras, chiamato anche Coon Carnival, con un picco il 2 gennaio. Questo evento è il culmine di mesi di prove musicali e di danza e di gare a livello comunitario, da parte di varie persone per lo più di razza mista, ed era conosciuto come Tweede Nuwe Jaar (Afrikaans). Gli artisti, conosciuti come Klopse, presero in prestito i volti dipinti e i consumi luminosi dello stile minstrel show di New Orleans e li combinarono con la musica africana ed europea che doveva essere ascoltata nelle taverne e nei locali notturni della città portuale.
Parte di questa musica è conosciuta più recentemente anche come Goema, o Ghoema Jazz (scritto anche "Guma" - Jonas Gwangwa), in riferimento a un particolare tamburo di legno in stile asiatico a forma di botte in stile asiatico (noto anche a Cape come Ghomma) suonato da i festaioli delle compagnie quasi totalmente creole della suddetta sfilata.
C'è una nuova generazione di musicisti Cape Jazz di cui la band chiamata The Goema Captains è un buon esempio. Il gruppo comprendeva Mac McKenzie, Alex van Heerden e Hilton Schilder, che hanno portato maggiori elementi di improvvisazione a questa musica. Hanno letteralmente riarrangiato le canzoni tradizionali di Cape e le hanno ravvivate. Il giovane Van Heerden rimase ucciso in un incidente d'auto nel 2009, ma non prima di aver pubblicato due suoi album molto moderni, ispirati da questo genere e dal tempo trascorso sotto l'insegnamento di Robbie Jansen. Un altro esempio è The Cape Jazz Band, un ensemble stellare che attira i suoi musicisti da diversi gruppi che si esibiscono a Città del Capo. Altri nomi di spicco del genere sono il pianista Tony Schilder, il chitarrista Errol Dyers, il bassista e compositore Stephen Erasmus e il sassofonista di Guguletu Winston Mankunku.
Il primo riferimento commerciale al Cape Jazz nella musica sudafricana è nella raccolta discografica dell'etichetta discografica degli artisti della Mountain Records pubblicata nel 1993. L'album raccoglieva il lavoro di molti artisti dell'etichetta in un periodo di 12 anni a partire dal 1981. La somiglianza tematica nelle composizioni strumentali, tutte originali, illustra molto chiaramente questo genere. L'album conteneva un altro gioiello di Cape Jazz nel brano di Jonathan Butler "7th Avenue". La compilation è stata l'ispirazione per la raccolta e la pubblicazione di una raccolta di spartiti di compositori di Cape Jazz (vedi sotto).
Nel settembre 2006 la Cape Town Jazz Orchestra è stata lanciata con un concerto promosso dal dipartimento di Arte e Cultura del governo sudafricano. Questo progetto ha riunito 16 musicisti provenienti da tutto il Sud Africa per eseguire arrangiamenti di opere di diversi compositori jazz tra cui Abdullah Ibrahim, che si è anche esibito al concerto, e un pezzo dedicato e ispirato al compianto Basil Coetzee. Dal momento del lancio, l'orchestra è passata dall'essere un tutt'uno con artisti provenienti da tutto il Sud Africa ad un insieme di musicisti con sede a Cape Town. Dal 2008 sono conosciuti come Cape Jazz Orchestra sotto la guida musicale di Alvin Dyers. Questo non deve essere confuso con The Cape Jazz Band, un gruppo sotto la guida del batterista jazz Jack Momple, che ha contribuito a molte delle più famose registrazioni di Cape jazz.
Una svolta internazionale per il genere arrivò quando una raccolta di registrazioni intitolata Cape Jazz 3 - Goema entrò nelle prestigiose classifiche europee di world music nel maggio 2008. Fino a questo punto questa musica era vista come jazz, anche se molte canzoni eseguite dagli esponenti sono standard di musica folk ravvivate dal Cape jazz e quindi è giustificato che siano considerate come "world music. L'album contiene lavori di Robbie Jansen, Dollar Brand, Chris McGregor, Basil Coetzee, Errol Dyers ed altri.
Nel 2010 il già citato Mac McKenzie ha composto e inciso il suo pezzo orchestrale intitolato "Goema Symphony number 1", un pezzo ispirato al Cape Jazz che ha avuto il suo debutto con un'intera orchestra a Cape Town nel 2011.
Un nuovo nome nel genere è il giovane pianista Kyle Shepherd, uno studente del compianto Robbie Jansen ed ex membro dell'ensemble di Jack Momple, che ha pubblicato tre album solisti con materiale root molto forte nel 2008, 2010 e 2012.
Il gruppo di Momple, la Cape Jazz Band (CJB), si è riunito nel 2013 per realizzare un nuovo album di canzoni puramente Cape Jazz composte da lui e dai suoi membri, intitolato Musical Democracy. Da allora nel 2018 un gruppo di pianisti con sede a Cape Town si è riunito per eseguire alcuni dei classici del genere sotto il titolo di Cape Jazz Piano. Tra i nomi nei titoli di coda ci sono Ibrahim Khalil Shihab (Chris Schilder), Ramon Alexander, Mike Perry, Kyle Shepherd, Hilton Schilder e Mervyn Africa.

## Collezione di spartiti
Nel 2008 il ricercatore musicale Colin Miller insieme all'editore Nick Green di jazz.co.za, ha pubblicato la prima collezione di spartiti di composizioni Cape Jazz arrangiate da Jannie van Tonder, intitolata Cape Jazz Collection. I brani inclusi in questa antologia sono una parte modesta del grande corpus musicale composto da alcuni dei migliori musicisti jazz di Città del Capo. Tra questi annoveriamo Winston Mankunku Ngozi, Merton Barrow, Basil Coetzee e Robbie Jansen che, tra gli altri, sono nomi noti nel jazz sudafricano. Anche se il genere esisteva molto prima dell'Apartheid ufficiale, è diventato una credenza popolare che questi musicisti abbiano creato inni di resistenza, sfidassero lo stato dell'apartheid attraverso l'attivismo culturale e facessero ballare i loro fan negli anni '80 verso la libertà elettorale nei primi anni '90.
Dopo il 1994 sono emersi musicisti più giovani, ugualmente dediti alla promozione della musica locale. Per una nuova deroga politica, avevano maggiori opportunità di professionalità nella musica. Tra questi ci sono Paul Hanmer, Mark Fransman e Buddy Wells, le cui composizioni sono incluse anche nella Cape Jazz Collection.